# Kladanj
Kladanj es un municipio y localidad de Bosnia y Herzegovina. Se encuentra en el cantón de Tuzla, dentro del territorio de la Federación de Bosnia y Herzegovina. La capital del municipio de Kladanj es la localidad homónima.

## Localidades
El municipio de Kladanj se encuentra subdividido en las siguientes localidades:
- Brateljevići
- Brdijelji
- Brgule
- Brlošci
- Buševo
- Crijevčići
- Dole (Kladanj)
- Gojakovići
- Gojsalići
- Goletići
- Javor (Kladanj)
- Jelačići
- Jošje
- Kaštijelj
- Klještani
- Konjevići
- Kovačići
- Krivajevići
- Lupoglavo
- Majdan (Kladanj)
- Mala Kula
- Matijevići (Kladanj)
- Mladovo
- Noćajevići
- Novo Naselje-Stupari
- Obrćevac
- Olovci
- Pauč
- Pelemiši
- Pepići
- Plahovići
- Prijanovići
- Prijevor
- Ravne
- Rujići
- Starić
- Stupari-Centar
- Stupari-Selo
- Suljići
- Tarevo
- Trnovo (Kladanj)
- Tuholj
- Turalići
- Velika Kula
- Vranovići
- Vučinići (Kladanj)
- Zagrađe (Kladanj)

## Demografía
En el año 2009 la población del municipio de Kladanj era de 15 086 habitantes. La superficie del municipio es de 331 kilómetros cuadrados, con lo que la densidad de población era de 46 habitantes por kilómetro cuadrado.